# Brassolidae
Brassolidae är en familj av fjärilar. Brassolidae ingår i ordningen fjärilar, klassen egentliga insekter, fylumet leddjur och riket djur.
Familjen innehåller bara släktet Opsiphanes.

## Bildgalleri

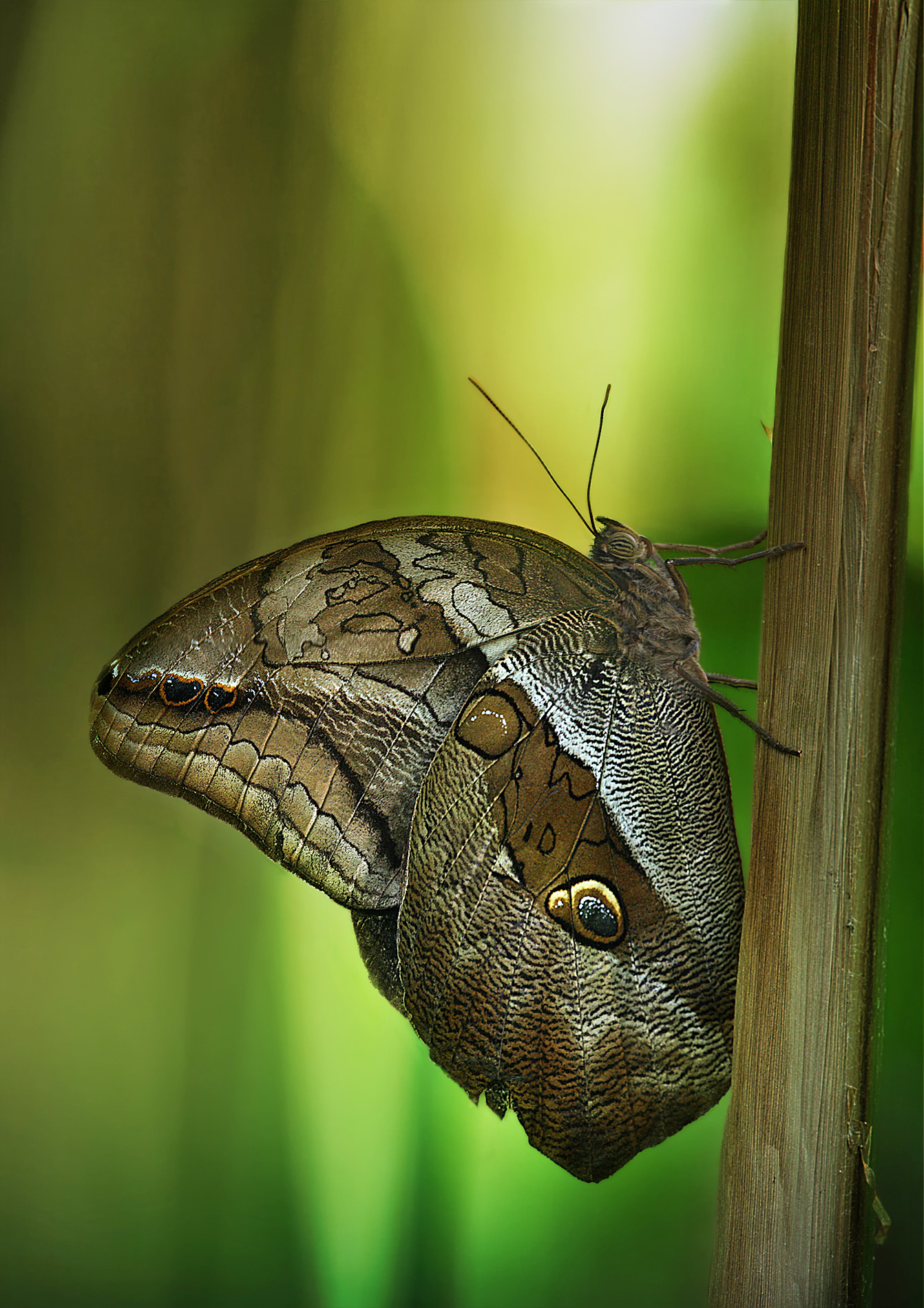
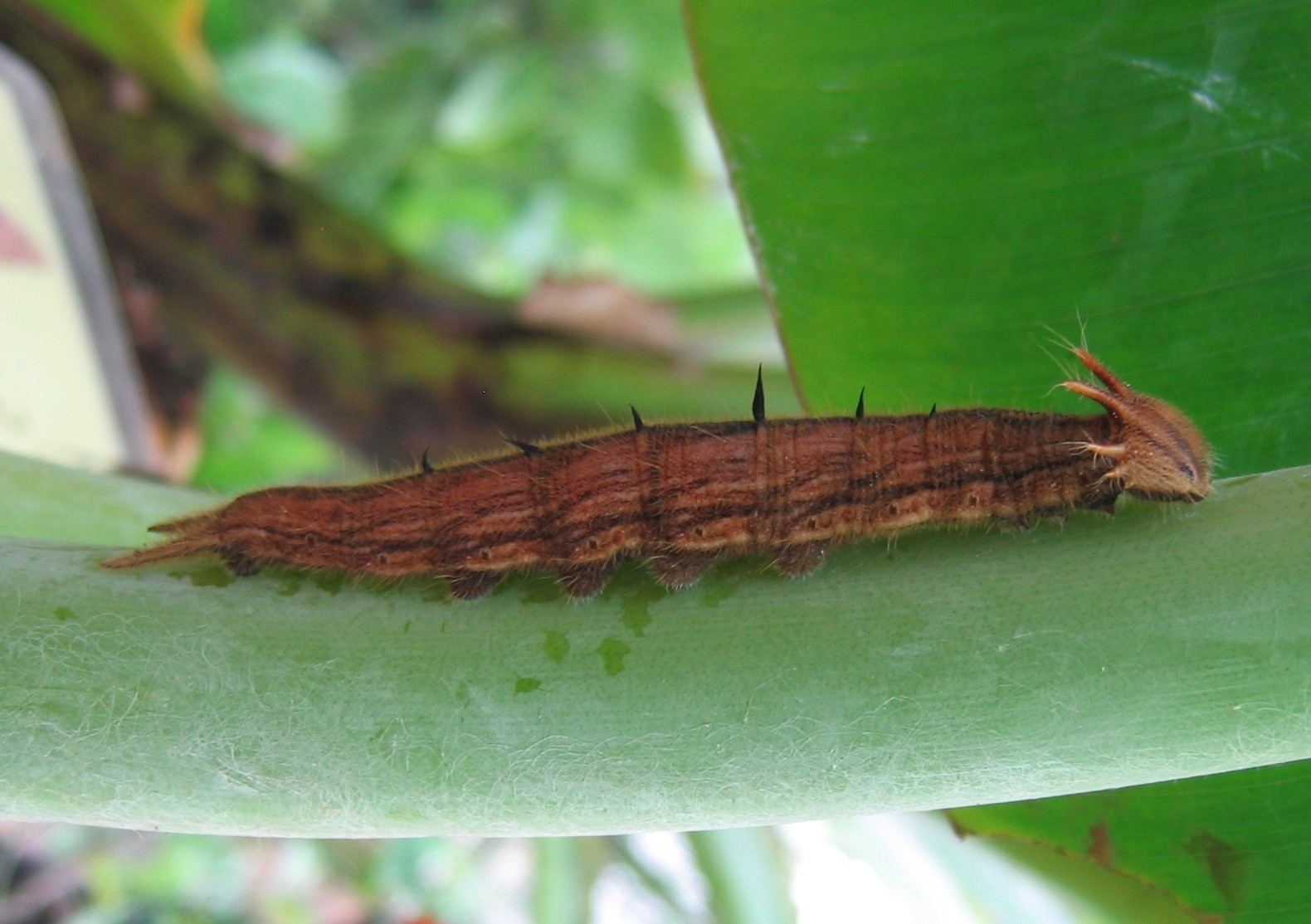
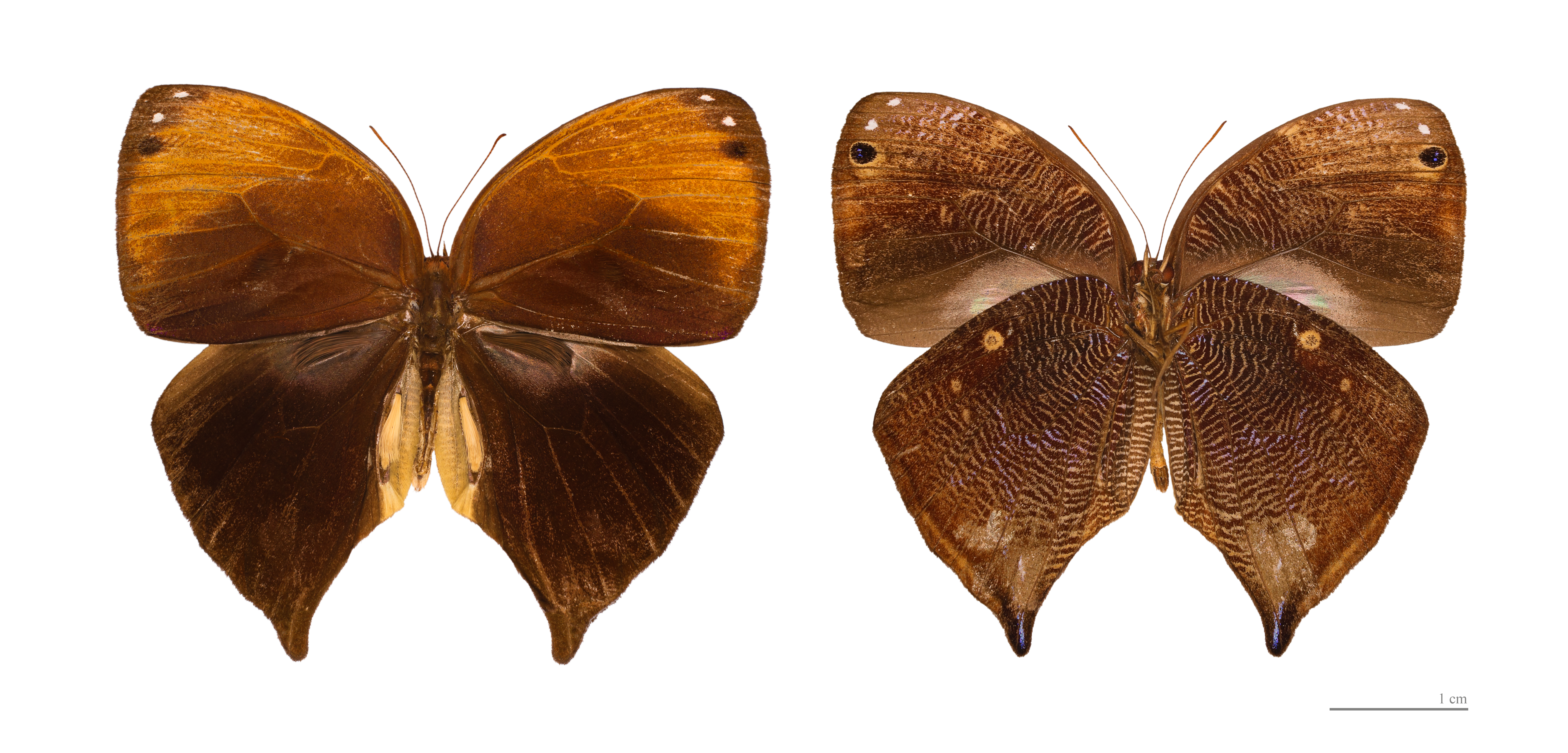
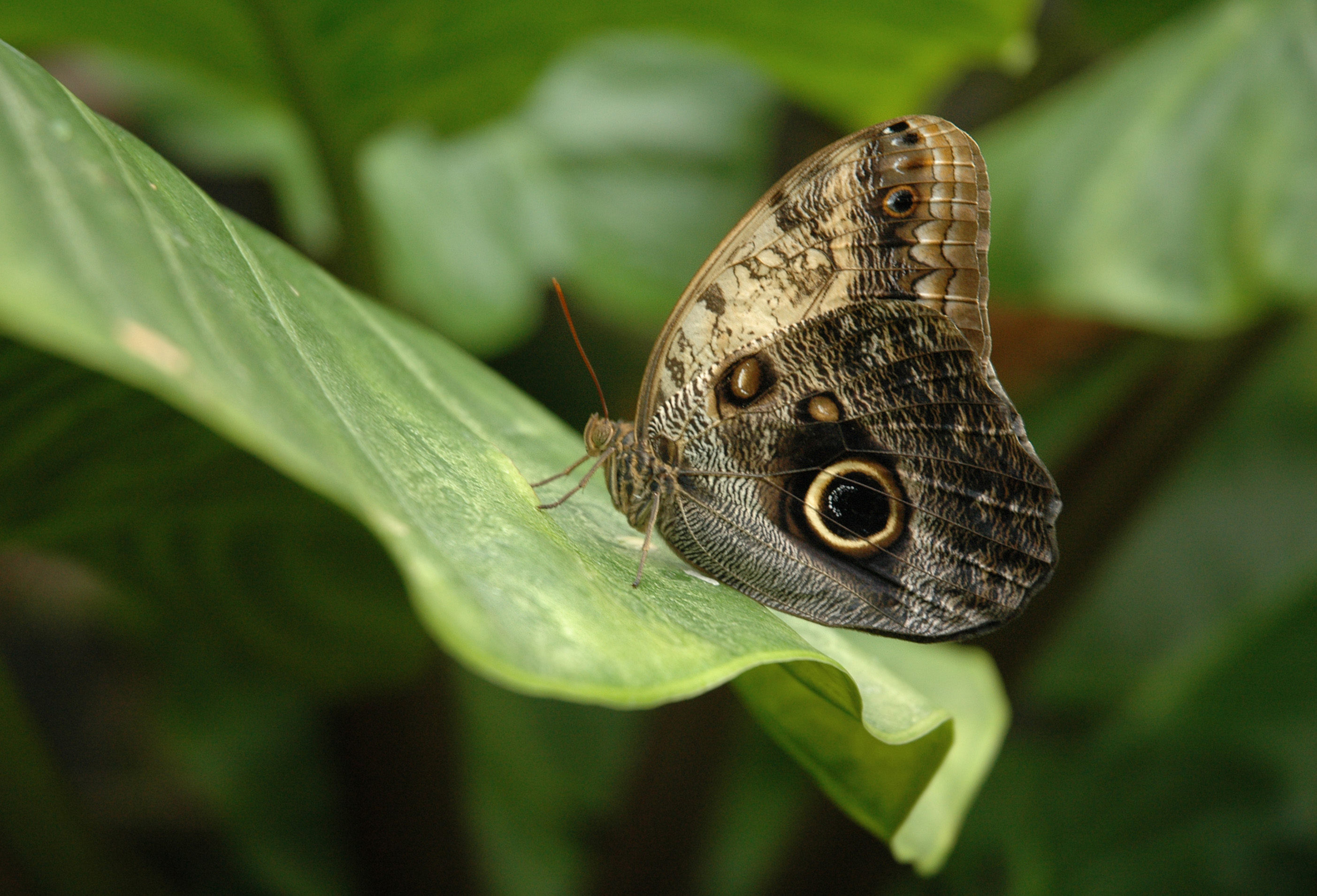